# دیوید جونز (بازیکن فوتبال، زاده ۱۹۴۰)
دیوید جونز (انگلیسی: David Jones; ۹ آوریل ۱۹۴۰ – ۱۲ دسامبر ۲۰۱۳) بازیکن فوتبال در پست مهاجم اهل انگلستان بود.

## باشگاهی
از باشگاه‌هایی که در آن بازی کرده‌است می‌توان به باشگاه فوتبال کرو آلکساندرا، باشگاه فوتبال بیرمنگام سیتی، و باشگاه فوتبال میلوال اشاره کرد.